# Geum pulchrum
Geum pulchrum är en rosväxtart som beskrevs av Merritt Lyndon Fernald. Geum pulchrum ingår i släktet nejlikrotsläktet, och familjen rosväxter. Inga underarter finns listade i Catalogue of Life.